# Habitatge al carrer Sant Isidre, 17 (la Palma de Cervelló)
L'Habitatge al carrer Sant Isidre, 17 és una obra noucentista de la Palma de Cervelló (Baix Llobregat) inclosa a l'Inventari del Patrimoni Arquitectònic de Catalunya.

## Descripció
Casa amb una façana interessant, tota arrebossada i amb elements decoratius formats per rajoles i ceràmica vidriada en alternant els colors verd, groc i ataronjat. Aquestes decoracions es troben envoltant la finestra i la porta del balcó, tot resseguint la línia marcada pel guardapols, a la línia de divisió entre la planta i el pis, a la línia de base del fals terrat i als trams de paret d'aquest.